# Etatizam
Etatizam (francuski: l`etat – država) politička je filozofija ili skupina učenja i stavova usmjerenih k tumačenju da je velika ili jaka država neophodna. Osobe koje vjeruju u etatizam i podržavaju ga nazivaju se etatistima. Suprotnost etatizmu je anarhizam.
Ideja etatizma izgrađena je na nesuglasicama s jedne strane između privatnog sektora i države. Često se etatizam tumači kao potreba da država treba kontrolirati veliki dio gospodarstva kroz ekonomsko planiranje. S druge strane, etatizam je ponekad predstavljan kao volja da se dozvoli svima u društvu (ili većini) da kontroliraju vladinu politiku. 
Marksist Svetozar Stojanović koristio je termin etatizam kako bi opisao socijalni sustav koji u staljinizmu povijesno slijedi poslije feudalizma i kapitalizma. U ovom slučaju etatizam označava društvo koje nije identično s državnim kapitalizmom ili biroktratiziranim socijalizmom, a koje je prepoznatljivo po nekim klasnim i proizvodnim odnosima. 